# Early Days: The Best of Led Zeppelin, Vol. 1
Early Days: The Best of Led Zeppelin, Vol. 1 es un álbum recopilatorio del grupo de hard rock inglés Led Zeppelin, publicado por Atlantic Records el 23 de noviembre de 1999. 

## Detalles
Fue el primer álbum recopilatorio de la banda, luego de la publicación de los "box sets" de principio de los 90s. 
Las 13 canciones remasterizadas fueron seleccionadas del período de la banda entre 1968 a 1971, además incluye algunas fotografías curiosas. El CD de audio (que contiene pistas con audio regular y archivos multimedia para PC) incluye un video promocional de la versión de estudio de "Communication Breakdown", correspondientes a imágenes de archivo de un estudio de televisión de Suecia en marzo de 1969. 
Este archivo es considerado como el primer videoclip promocional de la banda. En esta compilación, las primeras cuatro canciones pertenecen al álbum Led Zeppelin, las dos siguientes a Led Zeppelin II, las dos siguientes a Led Zeppelin III, y las cinco últimas a Led Zeppelin IV.
El título original del álbum iba a ser Blast Off, Volume One. Esto era más acorde con la foto de la tapa, en la cual los miembros llevaban puesto el traje espacial A7L, que fue originalmente colocada en un póster por una revista francesa en los 70s. 1969 fue el año en el que Led Zeppelin ganó popularidad y cuando el hombre llegó a la Luna, y curiosamente, un Apolo con alas fue el símbolo de su propia discografía, Swan Song Records. 
El álbum se colocó en el puesto #71 de la lista Billboard's Pop Albums, y se mantuvo ahí durante 6 semanas. Fue seguido por Latter Days: The Best of Led Zeppelin, Vol. 2 (2000), la segunda parte de la serie de los Best Of de Led Zeppelin.

## Lista de temas
| N.º | Título                             | Álbum original         | Duración |  |
| 1.  | «Good Times Bad Times»             | Led Zeppelin, 1969     | 2:48     |  |
| 2.  | «Babe I'm Gonna Leave You»         | Led Zeppelin           | 6:41     |  |
| 3.  | «Dazed and Confused»               | Led Zeppelin           | 6:27     |  |
| 4.  | «Communication Breakdown»          | Led Zeppelin           | 2:29     |  |
| 5.  | «Whole Lotta Love»                 | Led Zeppelin II, 1969  | 5:34     |  |
| 6.  | «What Is and What Should Never Be» | Led Zeppelin II        | 4:44     |  |
| 7.  | «Immigrant Song»                   | Led Zeppelin III, 1970 | 2:25     |  |
| 8.  | «Since I've Been Loving You»       | Led Zeppelin III       | 7:24     |  |
| 9.  | «Black Dog»                        | Led Zeppelin IV, 1971  | 4:54     |  |
| 10. | «Rock and Roll»                    | Led Zeppelin IV        | 3:41     |  |
| 11. | «The Battle of Evermore»           | Led Zeppelin IV        | 5:52     |  |
| 12. | «When the Levee Breaks»            | Led Zeppelin IV        | 7:08     |  |
| 13. | «Stairway to Heaven»               | Led Zeppelin IV        | 8:02     |  |

## Charts
| Lista (1999)          | Posición |
| --------------------- | -------- |
| Japón                 | 97       |
| Alemania              | 79       |
| EE. UU. Billboard 200 | 71       |
| Reino Unido           | 55       |
| Suecia                | 4        |
| Austria               | 23       |
| Suiza                 | 84       |
| Finlandia Chart       | 28       |

## Ventas
| País                  | Ventas     | Disco   |
| --------------------- | ---------- | ------- |
| Canadá (CRIA)         | 50 000+    | Oro     |
| Estados Unidos (RIAA) | 1 400 000+ | Platino |
| Reino Unido (BPI)     | 73 000+    | Plata   |

## Historial de publicación
| Región         | Fecha                   | Discográfica     | Formato        | Catálogo #   |
| -------------- | ----------------------- | ---------------- | -------------- | ------------ |
| Estados Unidos | 23 de noviembre de 1999 | Atlantic Records | 2LP (33 rpm)   | 83268-1      |
| Estados Unidos | 23 de noviembre de 1999 | Atlantic Records | Disco Compacto | 83268-2      |
| Estados Unidos | 23 de noviembre de 1999 | Atlantic Records | Casete         | 83268-4      |
| Reino Unido    | 23 de noviembre de 1999 | Atlantic Records | 2LP (33 rpm)   | 7567-83268-1 |
| Reino Unido    | 23 de noviembre de 1999 | Atlantic Records | Disco Compacto | 7567-83268-2 |
| Canadá         | 30 de noviembre de 1999 | Atlantic Records | Disco Compacto | 7567-83268-2 |

## Personal
- Jimmy Page - Guitarras acústicas y eléctricas, productor.
- Robert Plant - Vocalista, armónica.
- John Paul Jones - Bajo, teclados, mandolina.
- John Bonham - Batería y percusión.

Personal adicional
- Peter Grant - Productor ejecutivo en las grabaciones originales.
- Sandy Denny - Vocalista en "The Battle of Evermore".
- Ross Halfin - Arte conceptual de la tapa y fotos.
- Andie Airfix - Diseño y trabajos de arte.
- Robert Knight - Fotografía.
- Robert Ellis - Fotografía.
- Neil Zlozower - Fotografía.
- Ron Pownall - Fotografía.
- Jim Cummins - Fotografía.
- Thom Lukas - Fotografía.
- Barry Wentzell - Fotografía.
- Carl Dunn - Fotografía.
- Jay Good - Fotografía.
- Ulrich Handl - Fotografía.